# Лигонир (Пенсилванија)
Лигонир (енгл. Ligonier) град је у америчкој савезној држави Пенсилванија.

## Демографија
По попису из 2010. године број становника је 1.573, што је 122 (-7,2%) становника мање него 2000. године.
| Група             | 2000.         | 2010.         |
| Белци             | 1.685 (99,4%) | 1.548 (98,4%) |
| Афроамериканци    | 0 (0,0%)      | 0 (0,0%)      |
| Азијати           | 1 (0,1%)      | 3 (0,2%)      |
| Хиспаноамериканци | 6 (0,4%)      | 14 (0,9%)     |
| Укупно            | 1.695         | 1.573         |